# Блейлер, Эйген
Э́йген Бле́йлер (нем. Eugen Bleuler; по правилам транскрипции: О́йген Бло́йлер; 30 апреля 1857, Цолликон, Швейцария — 15 июля 1939, там же) — швейцарский психиатр, наиболее известный своим вкладом в понимание психических заболеваний и введением термина «шизофрения» (поэтому шизофрению иногда называют «болезнью Блейлера»). Блейлер также ввёл понятие аутизма.

## Научный вклад
Блейлер известен в основном введением диагноза шизофрении, которым он в 1908 году предложил заменить понятие dementia praecox (преждевременное слабоумие) Э. Крепелина. Основными симптомами шизофрении Блейлер считал «4 а»: ассоциации (их нарушение), аффект (неадекватный), аутизм (аутистическое мышление и/или поведение) и амбивалентность.

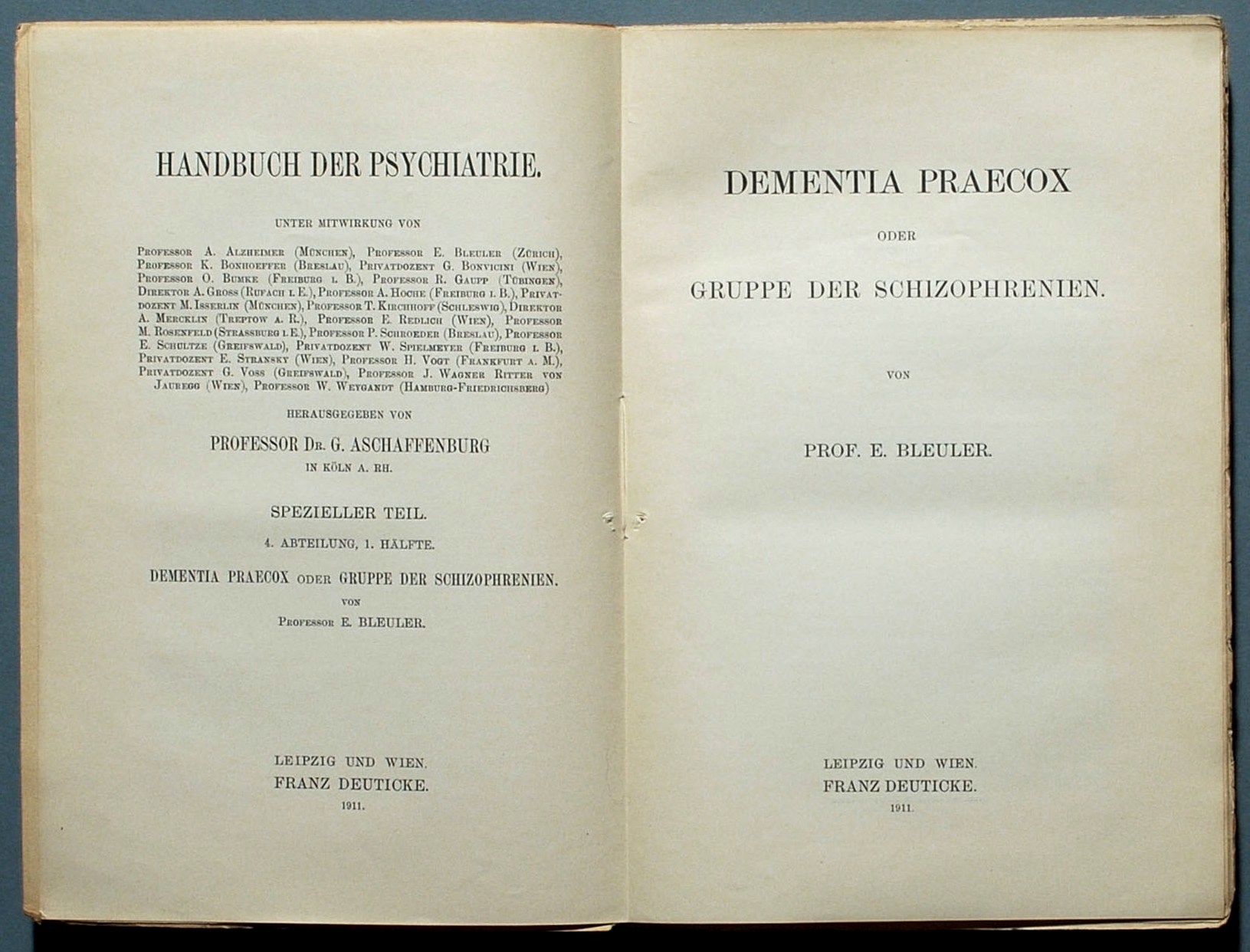
Оригинальное (первое) издание знаменитого «Руководства по психиатрии» 1911 года

Блейлер скромно оценил оригинальность созданной им концепции шизофрении, отметив:

«Такие термины, как острая паранойя, острое галлюцинаторное помешательство, психическое помешательство, а также мания и меланхолия… сами по себе не означают „заболевания“. Тот или иной специалист исключительно по своему собственному усмотрению создал не только названия, но и целые концепции, в зависимости от того, какой из симптомов показался ему наиболее серьёзным».— Э. Блейлер «Dementia praecox, или группа шизофрений», 1911
В своё время Блейлер был единственным профессором психиатрии, признавшим важность учения Фрейда. Он активно использовал психоанализ в своей клинике Burghölzli. В связи с этим Карл Ясперс в «Общей психопатологии» писал: «Психоанализ Фрейда стал влиятельным течением на рубеже веков. Тенденция апеллировать к бессознательному и подсознанию, а также приемлемые теоретические положения психоанализа нашли своего сторонника в лице Блейлера. Именно благодаря его критической проницательности и очищающему влиянию часть фрейдовского учения удалось сохранить для научной психиатрии». Кроме того, Блейлер развил идею так называемой уденотерапии, гласящей, что психические болезни не следует лечить по шаблону, и что часто естественное течение болезни приводит к излечению.
Наиболее известным учеником Блейлера, развившим его учение о шизофрении, был швейцарский психиатр Карл Густав Юнг.

## Биография
Эйген Блейлер родился в швейцарском городе Цолликон в семье богатого фермера Иоганна Рудольфа Блейлера и Паулины Блейлер.
В решение Блейлера стать психиатром, возможно, внесло свой вклад психическое заболевание его сестры Паулины Анны Блейлер, которой он впоследствии диагностировал шизофрению. И Эйген, и Паулина обладали цветным слухом.
Блейлер окончил медицинский факультет в Цюрихе в 1881 году. После окончания он работал ассистентом в университетских психиатрических клиниках Waldau и Burghölzli, а также проходил дальнейшую квалификацию в Париже и Мюнхене.
С 1886 по 1898 год Блейлер заведовал психиатрической клиникой Rheinau. В 1898 году он перешёл обратно в клинику Burghölzli, которая была ближе к его родному селу. Ею он руководил до 1927 года, будучи также профессором психиатрии медицинского факультета университета Цюриха.

## Критика
Концепция Блейлера подвергалась критике в связи с признаваемой им самим невозможностью чётко определить симптоматику, течение, исход и этиологию, общие для тех расстройств, которые он объединял в рамках понятия «шизофрения». С точки зрения Блейлера, «пути протекания», клинические проявления и исход этих расстройств чрезвычайно разнообразны.
По мнению антипсихиатра Дж. Рида, профессора клинической психологии в Университете Окленда, секретаря Международного общества психологических видов лечения шизофрении, Блейлер игнорировал социальный контекст тех или иных форм поведения, которые он рассматривал в рамках шизофрении, и относил к её проявлениям любые поступки, если они представляли собой нарушение социальных норм. В частности, к симптомам психоза Блейлер относил поступки пациентов, которые Рид трактует как протест против пребывания в психиатрической больнице, но не как симптомы заболевания: «Можно каждый день видеть, как пациенты пачкаются или рвут на себе одежду, „потому что их не пускают домой“», «пациенты, которые в течение длительного времени не могут вообще сконцентрировать своё внимание ни на чём, вдруг способны разработать сложный план побега».

## Сочинения
Издания на немецком языке
- Рождённый преступник. Мюнхен, 1896.
- Шизофренические расстройства, изложенные на основе наблюдения многолетних историй больных и их семейств. 1908.
- Dementia praecox или группа шизофрений. 1911.
- Аутистическое мышление. Лейпциг и Вена, 1912 в Jahrbuch für psychoanalytische und psychopathologische Forschungen.
- Учебник психиатрии. Берлин, 1916.
- Аутистическо-недисциплинированное мышление в медицине и его лечение. Цюрих, 1919.
- Естественная история души и её самосознание. Элементарная психология. Берлин, 1921.

Издания на русском языке
- Руководство по психиатрии / Перевод с дополнениями по последнему 3-му немецкому изданию д-ра А. С. Розенталь. — Берлин: Издательство т-ва «Врач», 1920.
- Руководство по психиатрии. — Издательство Независимой психиатрической ассоциации, 1993. — 544 с. — 25 000 экз. — ISBN 5-85494-009-4.
- Аффективность, внушение, паранойя. — М.: ВИНИТИ, 2001. — 208 с. — ISBN 5-7856-0215-6.

«Руководству по психиатрии» Блейлера дал высокую оценку Карл Ясперс.